# Salvagnac-Cajarc

Salvagnac-Cajarc este o comună în departamentul Aveyron din sudul Franței. În 1 ianuarie 2022 avea o populație de 361 de locuitori.